# Karabin dowolny
Karabinek dowolny – typ karabinu, w którym dokładnie oraz precyzyjnie wykonana jest lufa. 
Karabin używany jest podczas zawodów sportowych. Ze względu na tak precyzyjnie wykonaną lufę charakteryzuje się podczas strzelania dobrym skupieniem, a w związku z tym małym rozrzutem oraz statecznością. Jego masa wynosi od 5 do 9 kilogramów. Wyposażenie karabinka stanowią: urządzenie spustowe posiadające przyspiesznik, celownik dioptryjny, muszka, kolba, łoże. Karabinki dowolne przeważnie są jednostrzałowe, z wyjątkiem karabinu, który posiada magazynek, a ma zastosowanie do strzelania do celów ruchomych, np. do tarczy typu „biegnący jeleń”. Podczas zawodów strzeleckich można stosować wszystkie rodzaje tego typu karabinków, ale pod warunkiem ich bezpiecznego użycia i mającego kaliber nie większy niż 9 mm. Ich masa nie może przekraczać 9 kg łącznie z akcesoriami oraz muszą posiadać otwarte przyrządy celownicze.